# 布赫貝格山 (馬特塞)
47°57′13″N 13°06′31″E / 47.953736°N 13.108631°E

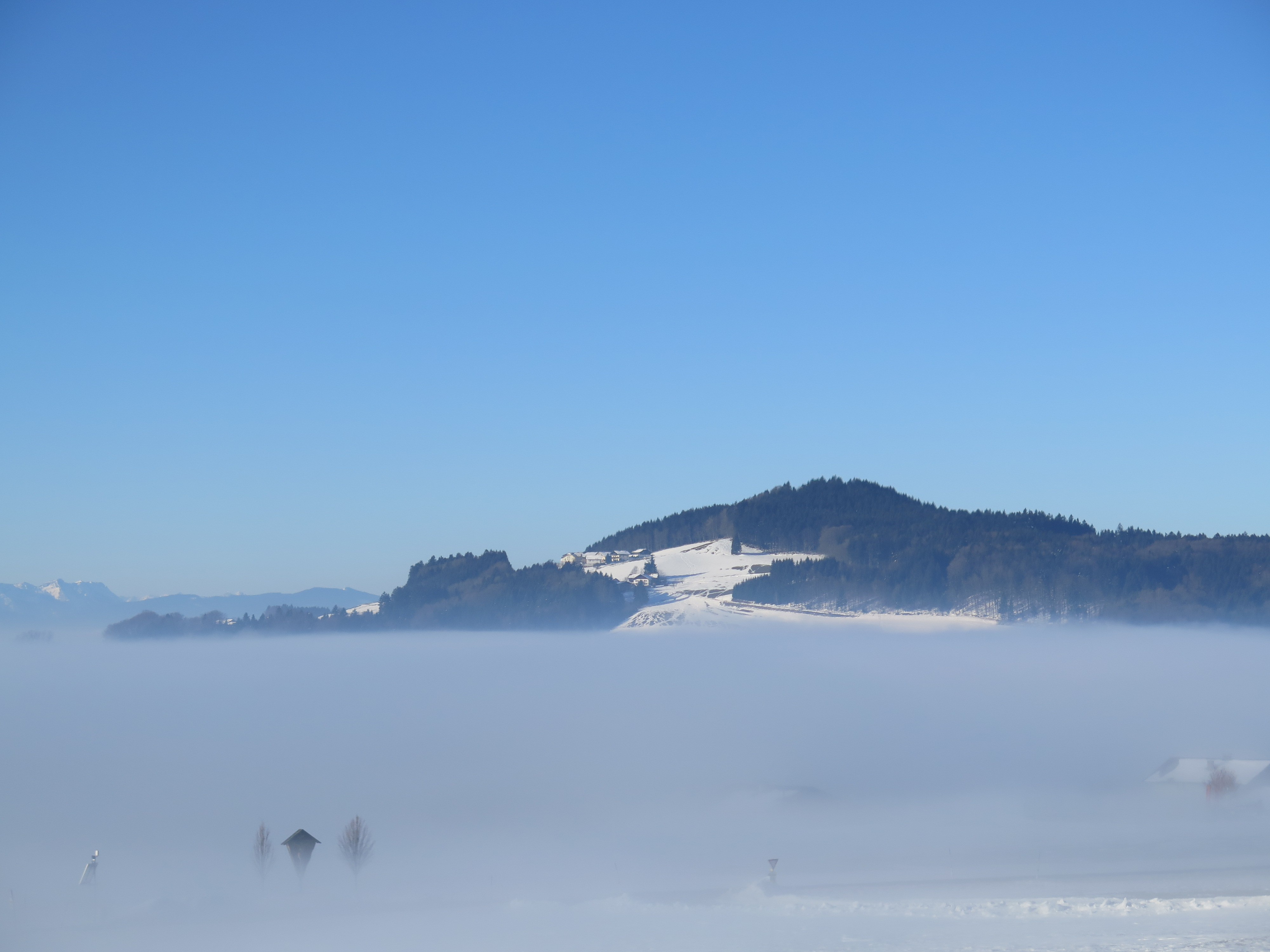

布赫貝格山（德語：Buchberg），是奧地利的山峰，位於該國中部，由薩爾茨堡州負責管轄，處於馬特塞境內，距離豪恩斯貝格山8.4公里，該山峰海拔高度801米。